# Каргапольський район
Каргапо́льський район (рос. Каргапольский район) — адміністративна одиниця Курганської області Російської Федерації.
Адміністративний центр — селище міського типу Каргапольє.

## Населення
Населення району становить 30206 осіб (2017; 31832 у 2010, 34854 у 2002).

## Адміністративно-територіальний поділ
На території району 2 міських поселення та 15 сільських поселень:
| Поселення                         | Площа, км² | Населення, осіб (2002) | Населення, осіб (2010) | Населення, осіб (2017) | Центр            | Населені пункти |
| --------------------------------- | ---------- | ---------------------- | ---------------------- | ---------------------- | ---------------- | --------------- |
| Каргапольське міське поселення    | 160,41     | 9383                   | 8982                   | 8687                   | Каргапольє       | 6               |
| Краснооктябрське міське поселення | 171,69     | 4178                   | 4234                   | 4290                   | Красний Октябр   | 1               |
| Банниковська сільська рада        | 149,68     | 784                    | 745                    | 767                    | Велике Банниково | 4               |
| Бахаревська сільська рада         | 82,32      | 785                    | 645                    | 587                    | Малишева         | 4               |
| Вяткінська сільська рада          | 192,33     | 1202                   | 1211                   | 1238                   | Вяткіно          | 5               |
| Долговська сільська рада          | 463,65     | 2793                   | 2348                   | 2065                   | Долговське       | 10              |
| Журавльовська сільська рада       | 141,00     | 1196                   | 1045                   | 985                    | Журавльово       | 6               |
| Зауральська сільська рада         | 202,40     | 934                    | 691                    | 523                    | Зауральське      | 5               |
| Майська сільська рада             | 188,80     | 2459                   | 2152                   | 1794                   | Майський         | 8               |
| Осиновська сільська рада          | 100,63     | 912                    | 775                    | 741                    | Осиновське       | 3               |
| Сосновська сільська рада          | 162,78     | 698                    | 676                    | 617                    | Сосновка         | 3               |
| Тагільська сільська рада          | 118,51     | 1707                   | 1661                   | 1679                   | Тагільське       | 5               |
| Твердиська сільська рада          | 177,11     | 454                    | 371                    | 240                    | Твердиш          | 2               |
| Усть-Міаська сільська рада        | 64,62      | 650                    | 551                    | 542                    | Усть-Міаське     | 3               |
| Чашинська сільська рада           | 817,37     | 6719                   | 5745                   | 5451                   | Чаші             | 21              |

- 27 червня 2018 року були ліквідовані Брилинська сільська рада, Житниковська сільська рада, Новоіковська сільська рада та Сєверна сільська рада, їхні території приєднані до складу Чашинської сільської ради[4].
- 3 квітня 2019 року були ліквідовані Окуневська сільська рада та Соколовська сільська рада, їхні території увійшли до складу Долговської сільської ради[5].

## Найбільші населені пункти
| №  | Населений пункт | Населення, осіб (2002) | Населення, осіб (2010) |
| -- | --------------- | ---------------------- | ---------------------- |
| 1  | Каргапольє      | 8 745                  | 8 433                  |
| 2  | Красний Октябр  | 4 178                  | 4 234                  |
| 3  | Чаші            | 2 125                  | 1 950                  |
| 4  | Долговське      | 1 147                  | 1 085                  |
| 5  | Тагільське      | 980                    | 962                    |
| 6  | Каргапольє      | 975                    | 933                    |
| 7  | Майський        | 878                    | 883                    |
| 8  | Житниковське    | 854                    | 742                    |
| 9  | Сосновка        | 584                    | 573                    |
| 10 | Брилино         | 635                    | 568                    |